# Макарчук, Андрей Анисимович
Андрей Анисимович Макарчук (1896 — 1943) — советский юрист, прокурор Читинской области.

## Биография
Родился в украинской семье крестьян-бедняков, получил начальное образование по окончании 4-х классного начального училища в Новороссийске. Участвовал в Гражданской войне, сражался под Царицыным, где познакомился с И. В. Сталиным. В 1927 принят в члены ВКП(б), работал прокурором в Иркутске. 26 сентября 1937 года при разделении Восточно-Сибирской области РСФСР на Иркутскую и Читинскую области, в последнюю понадобились руководящие кадры, в связи с чем был создан организационный комитет Президиума Верховного Совета РСФСР по этой области. Направлен в Читу и назначен на должность заместителя председателя организационного комитета. На него было возложено кураторство силовыми структурами, одновременно в нарушение действовавшей Конституции с октября по декабрь 1937 являлся прокурором области и с 13 октября 1937 по 14 октября 1938 исполнял обязанности председателя областного суда, а дополнительно с 28 октября 1937 состоял членом тройки НКВД. С августа 1938 до июня 1938 пребывал в должности председателя организационного комитета Президиума Верховного Совета РСФСР по Читинской области. Затем освобождён от обязанностей председателя организационного комитета, и переведён на работу директором в Оленгуйский лесозавод треста «Читлес», с задачей сделать из убыточного производства рентабельное. На этом месте проработал всего три месяца. В сентябре 1939 года на VI областном пленуме ВКП(б) планировалось партийное разбирательство его дела, причём некоторые требовали его ареста. Однако он не стал дожидаться решения пленума и в тот же день пошёл на вокзал, сел в поезд и приехал в Сталинград, где ещё почти год работал начальником юридического бюро одного из заводов этого города. 2 июня 1940 был арестован сотрудниками УНКВД по Сталинградской области «как участник с 1938 года контрреволюционной террористической организации правых и содействии этой организации в её антисоветской деятельности». 8 июля 1941 осуждён Военной коллегией Верховного суда СССР по статьям 58-1а, 58-7, 58-11, 17-58-8 УК РСФСР к лишению свободы в ИТЛ сроком на 10 лет, поражению в правах на 5 лет и конфискации имущества. Умер в лесном исправительно-трудовом лагере. На основании заключения Главной военной прокуратуры Военная коллегия Верховного Суда СССР 23 июня 1956 отменила приговор по вновь открывшимся обстоятельствам и прекратила дело за отсутствием состава преступления. Таким образом был посмертно реабилитирован.